# BK Häcken 2022
BK Häcken 2022 är BK Häckens 22:a säsong i Allsvenskan och 13:e raka säsongen i följd i ligan. Säsongen startades starkt med vinst mot AIK med 4-2 efter ett hattrick av Alexander Jeremejeff. Jeremejeff blev årets skytteligavinnare med 22 mål. Denna säsongen tog BK Häcken sitt första SM-guld. BK Häcken tog även sitt tredje guld i Svenska cupen under denna säsong.

## Försäsongen
Häckens första träningsmatch för säsongen 2022 var borta mot Norrby IF, där Bénie Traoré gjorde gjorde 2 mål. Veckan därpå tog Bollklubben emot Fredrikstad. Här blev det lite svårare motstånd och trots mål från Leo Bengtsson och Bénie Traore slutade matchen 2-3.
Den 29 januari åkte BK Häcken till Marbella för försäsongens träningsläger. Under lägret mötte BK Häcken FK Rostov, FK Krasnodar och Sarpsborg 08 FF. Laget fick här möjlighet att testa sig mot på pappret svårare motstånd och försöka få spelet att sitta inför gruppspelet i svenska cupen. Lägret slutade med en oavgjord och två förluster. Även BK Häckens damlag var på plats i Marbella med liknande matchupplägg.
Inför starten av Allsvenskan 2022 spelades tre stycken träningsmatcher. Först mot Utsiktens BK där Bollklubben vann med 4-3 efter två mål av Ibrahim Sadiq. Tre dagar senare var Odds BK på besök på Gothia Park Academy där BK Häcken förlorade med 1-2. En vecka innan premiären av årets Allsvenskan åkte BK Häcken till Oslo och spelade lika mot Vålerenga Fotball där Samuel Gustafson, Leo Bengtsson samt Mikkel Rygaard fick göra mål till ett resultat av 3-3.
Under sommaruppehållet spelades tre träningsmatcher. Den 13 juni åkte Bollklubben till Sarpsborg och vann med 4-1 efter två mål av Blair Turgott. Nästa motståndare var Halmstads BK och matchen slutade 2-0 på Bravida Arena. En vecka innan Allsvenskan startade igen var BK Häcken på Hjällbovallen och spelade lika mot Örgryte IS.

### Träningsmatcher - försäsongen
| TM          | 21 januari 2022 | Norrby IF             | 1 – 2   | BKH                               | Rydahallen |       |
| 17:00 UTC+1 | 17:00 UTC+1     | Moestafa El Kabir 19′ | (1 – 0) | Bénie Traore 51′ Bénie Traore 79′ | Borås      | Borås |
| 17:00 UTC+1 | 17:00 UTC+1     |                       |         |                                   | Borås      | Borås |
| 17:00 UTC+1 | 17:00 UTC+1     |                       |         |                                   | Borås      | Borås |

| TM          | 27 januari 2022 | BKH                                | 2 – 3   | Fredrikstad FK                               | Bravida Arena |          |
| 18:00 UTC+1 | 18:00 UTC+1     | Leo Bengtsson 19′ Bénie Traore 93′ | (1 – 1) | Riki Alba 37′ Riki Alba 62′ Noa Williams 74′ | Göteborg      | Göteborg |
| 18:00 UTC+1 | 18:00 UTC+1     |                                    |         |                                              | Göteborg      | Göteborg |
| 18:00 UTC+1 | 18:00 UTC+1     |                                    |         |                                              | Göteborg      | Göteborg |

| TM          | 27 januari 2022 | BKH | 0 – 0   | FC Rostov | Marbella Football Center |          |
| 16:00 UTC+1 | 16:00 UTC+1     |     | (0 – 0) |           | Marbella                 | Marbella |
| 16:00 UTC+1 | 16:00 UTC+1     |     |         |           | Marbella                 | Marbella |
| 16:00 UTC+1 | 16:00 UTC+1     |     |         |           | Marbella                 | Marbella |

| TM          | 3 februari 2022 | BKH               | 1 – 2   | FK Krasnodar                             | Dama de Noche Football Center |          |
| 18:00 UTC+1 | 18:00 UTC+1     | Leo Bengtsson 35′ | (1 – 0) | Eduard Spertsyan 69′ Viktor Claesson 90′ | Marbella                      | Marbella |
| 18:00 UTC+1 | 18:00 UTC+1     |                   |         |                                          | Marbella                      | Marbella |
| 18:00 UTC+1 | 18:00 UTC+1     |                   |         |                                          | Marbella                      | Marbella |

| TM          | 11 februari 2022 | BKH | 0 – 0   | Sarpsborg 08 FF | Marbella Football Center |          |
| 16:00 UTC+1 | 16:00 UTC+1      |     | (0 – 0) |                 | Marbella                 | Marbella |
| 16:00 UTC+1 | 16:00 UTC+1      |     |         |                 | Marbella                 | Marbella |
| 16:00 UTC+1 | 16:00 UTC+1      |     |         |                 | Marbella                 | Marbella |

| TM          | 17 mars 2022 | BKH                                                                     | 4 – 3   | Utsiktens BK                                               | Bravida Arena |          |
| 18:00 UTC+1 | 18:00 UTC+1  | Oscar Uddenäs 19′ Ibrahim Sadiq 70′ Momodou Sonko 82′ Ibrahim Sadiq 88′ | (1 – 2) | Wilhelm Nilsson 32′ Wilhelm Nilsson 42′ Diocounda Gory 78′ | Göteborg      | Göteborg |
| 18:00 UTC+1 | 18:00 UTC+1  |                                                                         |         |                                                            | Göteborg      | Göteborg |
| 18:00 UTC+1 | 18:00 UTC+1  |                                                                         |         |                                                            | Göteborg      | Göteborg |

| TM          | 20 mars 2022 | BKH               | 1 – 2   | Odds BK                                   | Gothia Park Academy |          |
| 13:00 UTC+1 | 13:00 UTC+1  | Leo Bengtsson 42′ | (1 – 1) | Tobias Lauritsen 10′ Gilli Rolantsson 50′ | Göteborg            | Göteborg |
| 13:00 UTC+1 | 13:00 UTC+1  |                   |         |                                           | Göteborg            | Göteborg |
| 13:00 UTC+1 | 13:00 UTC+1  |                   |         |                                           | Göteborg            | Göteborg |

| TM          | 26 mars 2022 | Vålerenga IF                                                  | 3 – 3   | BKH                                                       | Intility Arena |      |
| 13:00 UTC+1 | 13:00 UTC+1  | Vidar Örn Kjartansson 21′ Amor Layouni 30′ Henrik Björdal 90′ | (1 – 1) | Samuel Gustafsson 8′ Leo Bengtsson 25′ Mikkel Rygaard 69′ | Oslo           | Oslo |
| 13:00 UTC+1 | 13:00 UTC+1  |                                                               |         |                                                           | Oslo           | Oslo |
| 13:00 UTC+1 | 13:00 UTC+1  |                                                               |         |                                                           | Oslo           | Oslo |

### Träningsmatcher - under säsongen
| TM          | 13 juni 2022 | Sarpsborg 08 FF      | 1 – 4   | BKH                                                                    | Sarpsborg Stadion |           |
| 13:00 UTC+1 | 13:00 UTC+1  | Steffen Skålevik 11′ | (1 – 1) | Ali Youssef 30′ Mikkel Rygaard 51′ Blair Turgott 61′ Blair Turgott 86′ | Sarpsborg         | Sarpsborg |
| 13:00 UTC+1 | 13:00 UTC+1  |                      |         |                                                                        | Sarpsborg         | Sarpsborg |
| 13:00 UTC+1 | 13:00 UTC+1  |                      |         |                                                                        | Sarpsborg         | Sarpsborg |

| TM          | 16 juni 2022 | BKH                                | 2 – 0   | Halmstads BK | Bravida Arena |          |
| 14:00 UTC+1 | 14:00 UTC+1  | Blair Turgott 79′ Oskar Ruuska 23′ | (2 – 0) |              | Göteborg      | Göteborg |
| 14:00 UTC+1 | 14:00 UTC+1  |                                    |         |              | Göteborg      | Göteborg |
| 14:00 UTC+1 | 14:00 UTC+1  |                                    |         |              | Göteborg      | Göteborg |

| TM          | 20 juni 2022 | Örgryte IS                             | 2 – 2   | BKH                                         | Hjällbovallen |          |
| 14:00 UTC+1 | 14:00 UTC+1  | Niklas Bärkroth 1′ Kevin Ackermann 13′ | (0 – 0) | Mikkel Rygaard 12′ Alexander Jeremejeff 58′ | Göteborg      | Göteborg |
| 14:00 UTC+1 | 14:00 UTC+1  |                                        |         |                                             | Göteborg      | Göteborg |
| 14:00 UTC+1 | 14:00 UTC+1  |                                        |         |                                             | Göteborg      | Göteborg |

### Träningsmatcher - efter säsongen
| TM          | 22 nov 2022 | AGF Aarhus     | 1 – 1   | BKH               | Ceres Park |        |
| 11:30 UTC+1 | 11:30 UTC+1 | Gift Links 52′ | (0 – 0) | Blair Turgott 60′ | Aarhus     | Aarhus |
| 11:30 UTC+1 | 11:30 UTC+1 |                |         |                   | Aarhus     | Aarhus |
| 11:30 UTC+1 | 11:30 UTC+1 |                |         |                   | Aarhus     | Aarhus |

## Tävlingar

### Allsvenskan
Den Allsvenska säsongen gick bra för BK Häcken med enbart 2 förluster, båda på hemmaplan. Den första förlusten kom mot IFK Göteborg i 3:e omgången, matchen slutade 0-2. Den andra och sista förlusten var hemma mot Djurgårdens IF Fotboll med 1-2, trots hemmaledning i paus. Bollklubben gick obesegrade efter förlusten mot DIF i de sista 15 omgångarna. SM-guldet säkrades i den 29:e omgången borta mot rivalen IFK Göteborg. Matchen slutade 4-0 till BK Häcken. Med 18 vinster, 10 oavgjorda och 2 förluster slutade BK Häcken på 64 poäng, 7 poäng före tvåan Djurgården.

#### Tabell
| Nr | Lag                 | S  | V  | O  | F  | GM | IM | MS  | P  |
| -- | ------------------- | -- | -- | -- | -- | -- | -- | --- | -- |
| 1  | BK Häcken           | 30 | 18 | 10 | 2  | 69 | 37 | +32 | 64 |
| 2  | Djurgårdens IF      | 30 | 17 | 6  | 7  | 55 | 25 | +30 | 57 |
| 3  | Hammarby IF         | 30 | 16 | 8  | 6  | 60 | 27 | +33 | 56 |
| 4  | Kalmar FF           | 30 | 15 | 6  | 9  | 41 | 27 | +14 | 51 |
| 5  | AIK                 | 30 | 14 | 8  | 8  | 45 | 36 | +9  | 50 |
| 6  | IF Elfsborg         | 30 | 13 | 10 | 7  | 55 | 35 | +20 | 49 |
| 7  | Malmö FF (RM)       | 30 | 13 | 7  | 10 | 44 | 34 | +10 | 46 |
| 8  | IFK Göteborg        | 30 | 14 | 3  | 13 | 42 | 39 | +3  | 45 |
| 9  | Mjällby AIF         | 30 | 11 | 10 | 9  | 33 | 33 | 0   | 43 |
| 10 | IFK Värnamo (U)     | 30 | 9  | 10 | 11 | 34 | 47 | −13 | 37 |
| 11 | IK Sirius           | 30 | 9  | 8  | 13 | 31 | 42 | −11 | 35 |
| 12 | IFK Norrköping      | 30 | 8  | 10 | 12 | 40 | 42 | −2  | 34 |
| 13 | Degerfors IF        | 30 | 7  | 10 | 13 | 32 | 49 | −17 | 31 |
| 14 | Varbergs BoIS       | 30 | 8  | 7  | 15 | 31 | 57 | −26 | 31 |
| 15 | Helsingborgs IF (U) | 30 | 4  | 5  | 21 | 22 | 52 | −30 | 17 |
| 16 | GIF Sundsvall (U)   | 30 | 4  | 2  | 24 | 28 | 80 | −52 | 14 |

#### Matcher
| 1           | 2 april 2022 | BKH                                                                                                 | 4 – 2   | AIK                              | Bravida Arena                                 |                                               |
| 17:30 UTC+1 | 17:30 UTC+1  | Alexander Jeremejeff 12′ (str.) Alexander Jeremejeff 14′ Oscar Uddenäs 55′ Alexander Jeremejeff 62′ | (2 – 1) | Nabil Bahoui 19′ Yasin Ayari 77′ | Göteborg Publik: 6 117 Domare: Andreas Ekberg | Göteborg Publik: 6 117 Domare: Andreas Ekberg |
| 17:30 UTC+1 | 17:30 UTC+1  | |         |                                  | Göteborg Publik: 6 117 Domare: Andreas Ekberg | Göteborg Publik: 6 117 Domare: Andreas Ekberg |
| 17:30 UTC+1 | 17:30 UTC+1  | |         |                                  | Göteborg Publik: 6 117 Domare: Andreas Ekberg | Göteborg Publik: 6 117 Domare: Andreas Ekberg |

| 2           | 9 april 2022 | Degerfors IF     | 1 – 2   | BKH                                 | Behrn Arena                              |                                          |
| 17:30 UTC+1 | 17:30 UTC+1  | Diego Campos 66′ | (0 – 1) | Ibrahim Sadiq 14′ Ibrahim Sadiq 84′ | Örebro Publik: 802 Domare: Adam Ladebäck | Örebro Publik: 802 Domare: Adam Ladebäck |
| 17:30 UTC+1 | 17:30 UTC+1  |                  |         |                                     | Örebro Publik: 802 Domare: Adam Ladebäck | Örebro Publik: 802 Domare: Adam Ladebäck |
| 17:30 UTC+1 | 17:30 UTC+1  |                  |         |                                     | Örebro Publik: 802 Domare: Adam Ladebäck | Örebro Publik: 802 Domare: Adam Ladebäck |

| 3           | 17 april 2022 | BKH | 0 – 2   | IFK Göteborg                         | Bravida Arena                               |                                             |
| 17:30 UTC+1 | 17:30 UTC+1   |     | (0 – 1) | Oscar Vilhelmsson 3′ Hosam Aiesh 78′ | Göteborg Publik: 6 278 Domare: Glenn Nyberg | Göteborg Publik: 6 278 Domare: Glenn Nyberg |
| 17:30 UTC+1 | 17:30 UTC+1   |     |         |                                      | Göteborg Publik: 6 278 Domare: Glenn Nyberg | Göteborg Publik: 6 278 Domare: Glenn Nyberg |
| 17:30 UTC+1 | 17:30 UTC+1   |     |         |                                      | Göteborg Publik: 6 278 Domare: Glenn Nyberg | Göteborg Publik: 6 278 Domare: Glenn Nyberg |

| 4           | 20 april 2022 | IFK Norrköping    | 1 – 1   | BKH              | Platinumcars Arena                                |                                                   |
| 19:00 UTC+1 | 19:00 UTC+1   | Jacob Ortmark 35′ | (1 – 1) | Even Hovland 23′ | Norrköping Publik: 5 598 Domare: Granit Maqedonci | Norrköping Publik: 5 598 Domare: Granit Maqedonci |
| 19:00 UTC+1 | 19:00 UTC+1   |                   |         |                  | Norrköping Publik: 5 598 Domare: Granit Maqedonci | Norrköping Publik: 5 598 Domare: Granit Maqedonci |
| 19:00 UTC+1 | 19:00 UTC+1   |                   |         |                  | Norrköping Publik: 5 598 Domare: Granit Maqedonci | Norrköping Publik: 5 598 Domare: Granit Maqedonci |

| 5           | 24 april 2022 | Helsingborgs IF      | 1 – 1   | BKH                      | Olympia                                          |                                                  |
| 17:30 UTC+1 | 17:30 UTC+1   | Charlie Weberg 90+7′ | (0 – 0) | Alexander Jeremejeff 55′ | Helsingborg Publik: 5 673 Domare: Kaspar Sjöberg | Helsingborg Publik: 5 673 Domare: Kaspar Sjöberg |
| 17:30 UTC+1 | 17:30 UTC+1   |                      |         |                          | Helsingborg Publik: 5 673 Domare: Kaspar Sjöberg | Helsingborg Publik: 5 673 Domare: Kaspar Sjöberg |
| 17:30 UTC+1 | 17:30 UTC+1   |                      |         |                          | Helsingborg Publik: 5 673 Domare: Kaspar Sjöberg | Helsingborg Publik: 5 673 Domare: Kaspar Sjöberg |

| 6           | 1 maj 2022  | BKH                     | 3 – 1   | Varbergs BoIS FC                                               | Bravida Arena                                 |                                               |
| 17:30 UTC+1 | 17:30 UTC+1 | Jaheem Burke 90′ (str.) | (2 – 0) | Alexander Jeremejeff 33′ Gustav Berggren 35′ Oscar Uddenäs 58′ | Göteborg Publik: 2 286 Domare: Joakim Östling | Göteborg Publik: 2 286 Domare: Joakim Östling |
| 17:30 UTC+1 | 17:30 UTC+1 |                         |         |                                                                | Göteborg Publik: 2 286 Domare: Joakim Östling | Göteborg Publik: 2 286 Domare: Joakim Östling |
| 17:30 UTC+1 | 17:30 UTC+1 |                         |         |                                                                | Göteborg Publik: 2 286 Domare: Joakim Östling | Göteborg Publik: 2 286 Domare: Joakim Östling |

| 7           | 9 maj 2022  | IFK Värnamo                   | 1 – 2   | BKH                                         | Finnvedsvallen                                    |                                                   |
| 19:00 UTC+1 | 19:00 UTC+1 | Marcus Antonsson 45+1′ (str.) | (1 – 1) | Mikkel Rygaard 38′ Alexander Jeremejeff 47′ | Värnamo Publik: 2 627 Domare: Kristoffer Karlsson | Värnamo Publik: 2 627 Domare: Kristoffer Karlsson |
| 19:00 UTC+1 | 19:00 UTC+1 |                               |         |                                             | Värnamo Publik: 2 627 Domare: Kristoffer Karlsson | Värnamo Publik: 2 627 Domare: Kristoffer Karlsson |
| 19:00 UTC+1 | 19:00 UTC+1 |                               |         |                                             | Värnamo Publik: 2 627 Domare: Kristoffer Karlsson | Värnamo Publik: 2 627 Domare: Kristoffer Karlsson |

| 8           | 15 maj 2022 | BKH                                                                         | 3 – 1   | Kalmar FF                     | Bravida Arena                              |                                            |
| 19:00 UTC+1 | 19:00 UTC+1 | Mikkel Rygaard 38′ Alexander Jeremejeff 59′ Alexander Jeremejeff 83′ (str.) | (1 – 1) | Kristoffer Lund 2′ (Självmål) | Göteborg Publik: 3 067 Domare: Victor Wolf | Göteborg Publik: 3 067 Domare: Victor Wolf |
| 19:00 UTC+1 | 19:00 UTC+1 |                                                                             |         |                               | Göteborg Publik: 3 067 Domare: Victor Wolf | Göteborg Publik: 3 067 Domare: Victor Wolf |
| 19:00 UTC+1 | 19:00 UTC+1 |                                                                             |         |                               | Göteborg Publik: 3 067 Domare: Victor Wolf | Göteborg Publik: 3 067 Domare: Victor Wolf |

| 9           | 15 maj 2022 | Malmö FF            | 1 – 2   | BKH                                          | Swedbank Stadion                            |                                             |
| 19:00 UTC+1 | 19:00 UTC+1 | Malik Abubakari 77′ | (0 – 0) | Alexander Jeremejeff 52′ Gustav Berggren 61′ | Malmö Publik: 18 519 Domare: Fredrik Klitte | Malmö Publik: 18 519 Domare: Fredrik Klitte |
| 19:00 UTC+1 | 19:00 UTC+1 |                     |         |                                              | Malmö Publik: 18 519 Domare: Fredrik Klitte | Malmö Publik: 18 519 Domare: Fredrik Klitte |
| 19:00 UTC+1 | 19:00 UTC+1 |                     |         |                                              | Malmö Publik: 18 519 Domare: Fredrik Klitte | Malmö Publik: 18 519 Domare: Fredrik Klitte |

| 10          | 28 maj 2022 | BKH                                                                              | 4 – 3   | IK Sirius FK                                                                    | Bravida Arena                                |                                              |
| 17:00 UTC+1 | 17:00 UTC+1 | Alexander Jeremejeff 13′ Oscar Uddenäs 18′ Mikkel Rygaard 86′ Even Hovland 90+6′ | (2 – 1) | Aron Bjarnason 28′ Franklin Tebo Uchenna 77′ (Självmål) Christian Kouakou 90+6′ | Malmö Publik: 3 225 Domare: Granit Maqedonci | Malmö Publik: 3 225 Domare: Granit Maqedonci |
| 17:00 UTC+1 | 17:00 UTC+1 |                                                                                  |         |                                                                                 | Malmö Publik: 3 225 Domare: Granit Maqedonci | Malmö Publik: 3 225 Domare: Granit Maqedonci |
| 17:00 UTC+1 | 17:00 UTC+1 |                                                                                  |         |                                                                                 | Malmö Publik: 3 225 Domare: Granit Maqedonci | Malmö Publik: 3 225 Domare: Granit Maqedonci |

| 11          | 26 juni 2022 | Hammarby IF                             | 2 – 2   | BKH                                         | Tele2 Arena                                     |                                                 |
| 15:00 UTC+1 | 15:00 UTC+1  | Bubacarr Trawally 82′ Björn Paulsen 88′ | (0 – 0) | Alexander Jeremejeff 58′ Mikkel Rygaard 61′ | Stockholm Publik: 22 681 Domare: Fredrik Klitte | Stockholm Publik: 22 681 Domare: Fredrik Klitte |
| 15:00 UTC+1 | 15:00 UTC+1  |                                         |         |                                             | Stockholm Publik: 22 681 Domare: Fredrik Klitte | Stockholm Publik: 22 681 Domare: Fredrik Klitte |
| 15:00 UTC+1 | 15:00 UTC+1  |                                         |         |                                             | Stockholm Publik: 22 681 Domare: Fredrik Klitte | Stockholm Publik: 22 681 Domare: Fredrik Klitte |

| 12          | 3 juli 2022 | BKH                      | 1 – 1   | IF Elfsborg      | Bravida Arena                               |                                             |
| 15:00 UTC+1 | 15:00 UTC+1 | Alexander Jeremejeff 37′ | (1 – 1) | Simon Olsson 23′ | Göteborg Publik: 5 476 Domare: Glenn Nyberg | Göteborg Publik: 5 476 Domare: Glenn Nyberg |
| 15:00 UTC+1 | 15:00 UTC+1 |                          |         |                  | Göteborg Publik: 5 476 Domare: Glenn Nyberg | Göteborg Publik: 5 476 Domare: Glenn Nyberg |
| 15:00 UTC+1 | 15:00 UTC+1 |                          |         |                  | Göteborg Publik: 5 476 Domare: Glenn Nyberg | Göteborg Publik: 5 476 Domare: Glenn Nyberg |

| 13          | 10 juli 2022 | Mjällby AIF          | 1 – 2   | BKH                               | Strandvallen                                 |                                              |
| 15:00 UTC+1 | 15:00 UTC+1  | Viktor Gustafson 40′ | (1 – 0) | Leo Bengtsson 50′ Ali Youssef 81′ | Hällevik Publik: 4 314 Domare: Adam Ladebäck | Hällevik Publik: 4 314 Domare: Adam Ladebäck |
| 15:00 UTC+1 | 15:00 UTC+1  |                      |         |                                   | Hällevik Publik: 4 314 Domare: Adam Ladebäck | Hällevik Publik: 4 314 Domare: Adam Ladebäck |
| 15:00 UTC+1 | 15:00 UTC+1  |                      |         |                                   | Hällevik Publik: 4 314 Domare: Adam Ladebäck | Hällevik Publik: 4 314 Domare: Adam Ladebäck |

| 14          | 18 juli 2022 | GIF Sundsvall             | 1 – 5   | BKH | NP3 Arena                                           |                                                     |
| 19:00 UTC+1 | 19:00 UTC+1  | Pontus Engblom 12′ (str.) | (1 – 1) | Alexander Jeremejeff 6′ (str.) Even Hovland 58′ Alexander Jeremejeff 64′ Oscar Uddenäs 80′ Lars Olden Larsen 85′ | Sundsvall Publik: 3 573 Domare: Kristoffer Karlsson | Sundsvall Publik: 3 573 Domare: Kristoffer Karlsson |
| 19:00 UTC+1 | 19:00 UTC+1  |                           |         | | Sundsvall Publik: 3 573 Domare: Kristoffer Karlsson | Sundsvall Publik: 3 573 Domare: Kristoffer Karlsson |
| 19:00 UTC+1 | 19:00 UTC+1  |                           |         | | Sundsvall Publik: 3 573 Domare: Kristoffer Karlsson | Sundsvall Publik: 3 573 Domare: Kristoffer Karlsson |

| 15          | 24 juli 2022 | BKH                             | 1 – 2   | Djurgårdens IF                         | Bravida Arena                                 |                                               |
| 17:30 UTC+1 | 17:30 UTC+1  | Alexander Jeremejeff 34′ (str.) | (1 – 0) | Emmanuel Banda 49′ Elias Andersson 63′ | Göteborg Publik: 6 316 Domare: Andreas Ekberg | Göteborg Publik: 6 316 Domare: Andreas Ekberg |
| 17:30 UTC+1 | 17:30 UTC+1  |                                 |         |                                        | Göteborg Publik: 6 316 Domare: Andreas Ekberg | Göteborg Publik: 6 316 Domare: Andreas Ekberg |
| 17:30 UTC+1 | 17:30 UTC+1  |                                 |         |                                        | Göteborg Publik: 6 316 Domare: Andreas Ekberg | Göteborg Publik: 6 316 Domare: Andreas Ekberg |

| 16          | 31 juli 2022 | IF Elfsborg                                                                            | 4 – 4   | BKH                                                                                                   | Borås Arena                                   |                                               |
| 17:30 UTC+1 | 17:30 UTC+1  | Johan Hammar 5′ (Självmål) Rasmus Alm 8′ Sveinn Aron Guðjohnsen 54′ Jacob Ondrejka 88′ | (2 – 1) | Alexander Jeremejeff 7′ Leo Väisänen 47′ (Självmål) Alexander Jeremejeff 50′ Alexander Jeremejeff 83′ | Borås Publik: 5 741 Domare: Mohammed Al-Hakim | Borås Publik: 5 741 Domare: Mohammed Al-Hakim |
| 17:30 UTC+1 | 17:30 UTC+1  |                                                                                        |         | | Borås Publik: 5 741 Domare: Mohammed Al-Hakim | Borås Publik: 5 741 Domare: Mohammed Al-Hakim |
| 17:30 UTC+1 | 17:30 UTC+1  |                                                                                        |         | | Borås Publik: 5 741 Domare: Mohammed Al-Hakim | Borås Publik: 5 741 Domare: Mohammed Al-Hakim |

| 17          | 8 augusti 2022 | BKH                                                                                      | 5 – 0   | Helsingborgs IF | Bravida Arena                                 |                                               |
| 17:30 UTC+1 | 17:30 UTC+1    | Johan Hammar 32′ Oscar Uddenäs 54′ Oscar Uddenäs 60′ Oscar Uddenäs 68′ Blair Turgott 90′ | (1 – 0) |                 | Göteborg Publik: 4 078 Domare: Joakim Östling | Göteborg Publik: 4 078 Domare: Joakim Östling |
| 17:30 UTC+1 | 17:30 UTC+1    |                                                                                          |         |                 | Göteborg Publik: 4 078 Domare: Joakim Östling | Göteborg Publik: 4 078 Domare: Joakim Östling |
| 17:30 UTC+1 | 17:30 UTC+1    |                                                                                          |         |                 | Göteborg Publik: 4 078 Domare: Joakim Östling | Göteborg Publik: 4 078 Domare: Joakim Östling |

| 18          | 15 augusti 2022 | BKH                | 1 – 0   | Mjällby AIF | Bravida Arena                                   |                                                 |
| 19:00 UTC+1 | 19:00 UTC+1     | Mikkel Rygaard 77′ | (0 – 0) |             | Göteborg Publik: 2 622 Domare: Granit Maqedonci | Göteborg Publik: 2 622 Domare: Granit Maqedonci |
| 19:00 UTC+1 | 19:00 UTC+1     |                    |         |             | Göteborg Publik: 2 622 Domare: Granit Maqedonci | Göteborg Publik: 2 622 Domare: Granit Maqedonci |
| 19:00 UTC+1 | 19:00 UTC+1     |                    |         |             | Göteborg Publik: 2 622 Domare: Granit Maqedonci | Göteborg Publik: 2 622 Domare: Granit Maqedonci |

| 19          | 19 augusti 2022 | IK Sirius FK | 0 – 1   | BKH                        | Studenternas IP                             |                                             |
| 19:00 UTC+1 | 19:00 UTC+1     |              | (0 – 0) | Alexander Jeremejeff 90+4′ | Uppsala Publik: 4 622 Domare: Adam Ladebäck | Uppsala Publik: 4 622 Domare: Adam Ladebäck |
| 19:00 UTC+1 | 19:00 UTC+1     |              |         |                            | Uppsala Publik: 4 622 Domare: Adam Ladebäck | Uppsala Publik: 4 622 Domare: Adam Ladebäck |
| 19:00 UTC+1 | 19:00 UTC+1     |              |         |                            | Uppsala Publik: 4 622 Domare: Adam Ladebäck | Uppsala Publik: 4 622 Domare: Adam Ladebäck |

| 20          | 27 augusti 2022 | BKH                                                                             | 4 – 1   | IFK Värnamo              | Bravida Arena                                      |                                                    |
| 15:00 UTC+1 | 15:00 UTC+1     | Mikkel Rygaard 44′ Alexander Jeremejeff 55′ Ibrahim Sadiq 80′ Ibrahim Sadiq 90′ | (1 – 0) | Abdussalam Magashy 90+2′ | Göteborg Publik: 3 624 Domare: Kristoffer Karlsson | Göteborg Publik: 3 624 Domare: Kristoffer Karlsson |
| 15:00 UTC+1 | 15:00 UTC+1     |                                                                                 |         |                          | Göteborg Publik: 3 624 Domare: Kristoffer Karlsson | Göteborg Publik: 3 624 Domare: Kristoffer Karlsson |
| 15:00 UTC+1 | 15:00 UTC+1     |                                                                                 |         |                          | Göteborg Publik: 3 624 Domare: Kristoffer Karlsson | Göteborg Publik: 3 624 Domare: Kristoffer Karlsson |

| 21          | 4 september 2022 | BKH                                         | 2 – 2   | Degerfors IF                         | Bravida Arena                                 |                                               |
| 15:00 UTC+1 | 15:00 UTC+1      | Mikkel Rygaard 21′ Alexander Jeremejeff 88′ | (1 – 0) | Omar Faraj 58′ Dejan Vukojevic 90+4′ | Göteborg Publik: 4 186 Domare: Kaspar Sjöberg | Göteborg Publik: 4 186 Domare: Kaspar Sjöberg |
| 15:00 UTC+1 | 15:00 UTC+1      |                                             |         |                                      | Göteborg Publik: 4 186 Domare: Kaspar Sjöberg | Göteborg Publik: 4 186 Domare: Kaspar Sjöberg |
| 15:00 UTC+1 | 15:00 UTC+1      |                                             |         |                                      | Göteborg Publik: 4 186 Domare: Kaspar Sjöberg | Göteborg Publik: 4 186 Domare: Kaspar Sjöberg |

| 22          | 12 september 2022 | Kalmar FF                | 1 – 1   | BKH             | Guldfågeln Arena                            |                                             |
| 19:00 UTC+1 | 19:00 UTC+1       | Nahom Girmai Netabay 24′ | (1 – 0) | Tobias Sana 56′ | Kalmar Publik: 6 225 Domare: Fredrik Klitte | Kalmar Publik: 6 225 Domare: Fredrik Klitte |
| 19:00 UTC+1 | 19:00 UTC+1       |                          |         |                 | Kalmar Publik: 6 225 Domare: Fredrik Klitte | Kalmar Publik: 6 225 Domare: Fredrik Klitte |
| 19:00 UTC+1 | 19:00 UTC+1       |                          |         |                 | Kalmar Publik: 6 225 Domare: Fredrik Klitte | Kalmar Publik: 6 225 Domare: Fredrik Klitte |

| 23          | 17 september 2022 | BKH                        | 1 – 1   | Hammarby IF          | Bravida Arena                              |                                            |
| 15:00 UTC+1 | 15:00 UTC+1       | Nathaniel Adjei 90′ (str.) | (0 – 1) | Gustav Ludwigson 10′ | Göteborg Publik: 6 316 Domare: Victor Wolf | Göteborg Publik: 6 316 Domare: Victor Wolf |
| 15:00 UTC+1 | 15:00 UTC+1       |                            |         |                      | Göteborg Publik: 6 316 Domare: Victor Wolf | Göteborg Publik: 6 316 Domare: Victor Wolf |
| 15:00 UTC+1 | 15:00 UTC+1       |                            |         |                      | Göteborg Publik: 6 316 Domare: Victor Wolf | Göteborg Publik: 6 316 Domare: Victor Wolf |

| 24          | 2 oktober 2022 | Varbergs BoIS FC | 1 – 1   | BKH               | Påskbergsvallen                                |                                                |
| 19:00 UTC+1 | 19:00 UTC+1    | Filip Bohman 36′ | (1 – 0) | Ibrahim Sadiq 49′ | Varberg Publik: 2 442 Domare: Granit Maqedonci | Varberg Publik: 2 442 Domare: Granit Maqedonci |
| 19:00 UTC+1 | 19:00 UTC+1    |                  |         |                   | Varberg Publik: 2 442 Domare: Granit Maqedonci | Varberg Publik: 2 442 Domare: Granit Maqedonci |
| 19:00 UTC+1 | 19:00 UTC+1    |                  |         |                   | Varberg Publik: 2 442 Domare: Granit Maqedonci | Varberg Publik: 2 442 Domare: Granit Maqedonci |

| 25          | 9 oktober 2022 | Djurgårdens IF | 0 – 1   | BKH                   | Tele2 Arena                                   |                                               |
| 17:30 UTC+1 | 17:30 UTC+1    |                | (0 – 1) | Lars Odlen Larsen 40′ | Stockholm Publik: 26 274 Domare: Glenn Nyberg | Stockholm Publik: 26 274 Domare: Glenn Nyberg |
| 17:30 UTC+1 | 17:30 UTC+1    |                |         |                       | Stockholm Publik: 26 274 Domare: Glenn Nyberg | Stockholm Publik: 26 274 Domare: Glenn Nyberg |
| 17:30 UTC+1 | 17:30 UTC+1    |                |         |                       | Stockholm Publik: 26 274 Domare: Glenn Nyberg | Stockholm Publik: 26 274 Domare: Glenn Nyberg |

| 26          | 15 oktober 2022 | BKH                                                                                | 4 – 1   | GIF Sundsvall        | Bravida Arena                                 |                                               |
| 15:00 UTC+1 | 15:00 UTC+1     | Ibrahim Sadiq 39′ Even Hovland 54′ Mikkel Rygaard 65′ Forrest Lasso 68′ (Självmål) | (1 – 1) | Pontus Engblom 45+1′ | Göteborg Publik: 4 730 Domare: Joakim Östling | Göteborg Publik: 4 730 Domare: Joakim Östling |
| 15:00 UTC+1 | 15:00 UTC+1     |                                                                                    |         |                      | Göteborg Publik: 4 730 Domare: Joakim Östling | Göteborg Publik: 4 730 Domare: Joakim Östling |
| 15:00 UTC+1 | 15:00 UTC+1     |                                                                                    |         |                      | Göteborg Publik: 4 730 Domare: Joakim Östling | Göteborg Publik: 4 730 Domare: Joakim Östling |

| 27          | 19 oktober 2022 | AIK                 | 1 – 2   | BKH                                       | Friends Arena                                 |                                               |
| 19:00 UTC+1 | 19:00 UTC+1     | John Guidetti 90+1′ | (0 – 1) | Ibrahim Sadiq 2′ Alexander Jeremejeff 85′ | Stockholm Publik: 19 623 Domare: Glenn Nyberg | Stockholm Publik: 19 623 Domare: Glenn Nyberg |
| 19:00 UTC+1 | 19:00 UTC+1     |                     |         |                                           | Stockholm Publik: 19 623 Domare: Glenn Nyberg | Stockholm Publik: 19 623 Domare: Glenn Nyberg |
| 19:00 UTC+1 | 19:00 UTC+1     |                     |         |                                           | Stockholm Publik: 19 623 Domare: Glenn Nyberg | Stockholm Publik: 19 623 Domare: Glenn Nyberg |

| 28          | 23 oktober 2022 | BKH                                        | 2 – 1   | Malmö FF         | Bravida Arena                                      |                                                    |
| 17:30 UTC+1 | 17:30 UTC+1     | Lars Olden Larsen 1′ Samuel Gustafsson 73′ | (1 – 0) | Felix Beijmo 85′ | Göteborg Publik: 6 053 Domare: Kristoffer Karlsson | Göteborg Publik: 6 053 Domare: Kristoffer Karlsson |
| 17:30 UTC+1 | 17:30 UTC+1     |                                            |         |                  | Göteborg Publik: 6 053 Domare: Kristoffer Karlsson | Göteborg Publik: 6 053 Domare: Kristoffer Karlsson |
| 17:30 UTC+1 | 17:30 UTC+1     |                                            |         |                  | Göteborg Publik: 6 053 Domare: Kristoffer Karlsson | Göteborg Publik: 6 053 Domare: Kristoffer Karlsson |

| 29          | 30 oktober 2022 | IFK Göteborg | 0 – 4   | BKH                                                                     | Gamla Ullevi                                      |                                                   |
| 15:00 UTC+1 | 15:00 UTC+1     |              | (0 – 1) | Blair Turgott 6′ Johan Hammar 16′ Mikkel Rygaard 31′ Mikkel Rygaard 82′ | Göteborg Publik: 18 056 Domare: Mohammed al-Hakim | Göteborg Publik: 18 056 Domare: Mohammed al-Hakim |
| 15:00 UTC+1 | 15:00 UTC+1     |              |         |                                                                         | Göteborg Publik: 18 056 Domare: Mohammed al-Hakim | Göteborg Publik: 18 056 Domare: Mohammed al-Hakim |
| 15:00 UTC+1 | 15:00 UTC+1     |              |         |                                                                         | Göteborg Publik: 18 056 Domare: Mohammed al-Hakim | Göteborg Publik: 18 056 Domare: Mohammed al-Hakim |

| 30          | 6 november 2022 | BKH                                                            | 3 – 3   | IFK Norrköping                                                | Bravida Arena                                 |                                               |
| 15:00 UTC+1 | 15:00 UTC+1     | Lars Olden Larsen 18′ Mikkel Rygaard 45′ Akoua Romeo Amane 59′ | (2 – 2) | Laorent Shabani 6′ Laorent Shabani 32′ Arnor Sigurdsson 90+5′ | Göteborg Publik: 6 408 Domare: Kaspar Sjöberg | Göteborg Publik: 6 408 Domare: Kaspar Sjöberg |
| 15:00 UTC+1 | 15:00 UTC+1     |                                                                |         |                                                               | Göteborg Publik: 6 408 Domare: Kaspar Sjöberg | Göteborg Publik: 6 408 Domare: Kaspar Sjöberg |
| 15:00 UTC+1 | 15:00 UTC+1     |                                                                |         |                                                               | Göteborg Publik: 6 408 Domare: Kaspar Sjöberg | Göteborg Publik: 6 408 Domare: Kaspar Sjöberg |

### Svenska cupen 2022/2023
BK Häcken gick in i andra kvalomgången mot Älmhults IF. Matchen inleddes med en tidig ledning av hemmalaget efter 3 minuter, men BK Häcken vann till slut matchen med 1-2 efter ett sent mål av Romeo Amane i 94:e minuten. BK Häcken vann samtliga matcher i gruppspelet och ställdes mot IFK Norrköping i kvartsfinalen där slutresultatet blev 3-0. Även i semifinalen mot Djurgårdens IF Fotboll blev resultatet 3-0 på Bravida Arena. I finalen ställdes BK Häcken mot Mjällby AIF på Strandvallen. Matchen slutade 4-1 och Häcken tog sin tredje titel i Svenska cupen. 

#### Kvalomgång
| 2           | 30 augusti 2022 | Älmhults IF          | 1 – 2   | BKH                                 | Älmevallen                                   |                                              |
| 19:00 UTC+1 | 19:00 UTC+1     | William Thellsson 3′ | (1 – 0) | Blair Turgott 56′ Romeo Amane 90+4′ | Älmhult Publik: 4 215 Domare: Fredrik Klitte | Älmhult Publik: 4 215 Domare: Fredrik Klitte |
| 19:00 UTC+1 | 19:00 UTC+1     |                      |         |                                     | Älmhult Publik: 4 215 Domare: Fredrik Klitte | Älmhult Publik: 4 215 Domare: Fredrik Klitte |
| 19:00 UTC+1 | 19:00 UTC+1     |                      |         |                                     | Älmhult Publik: 4 215 Domare: Fredrik Klitte | Älmhult Publik: 4 215 Domare: Fredrik Klitte |

#### Grupp 1
| Nr | Lag                 | S | V | O | F | GM | IM | MS  | P |
| -- | ------------------- | - | - | - | - | -- | -- | --- | - |
| 1  | BK Häcken           | 3 | 3 | 0 | 0 | 13 | 2  | +11 | 9 |
| 2  | Halmstads BK        | 3 | 2 | 0 | 1 | 5  | 3  | +2  | 6 |
| 3  | FC Trollhättan      | 3 | 1 | 0 | 2 | 2  | 7  | −5  | 3 |
| 4  | Jönköpings Södra IF | 3 | 0 | 0 | 3 | 1  | 9  | −8  | 0 |

| Hemma \ Borta       | BKH | FCT | HBK | JSIF |
| BK Häcken           | —   | —   | 2–1 | 5–0  |
| FC Trollhättan      | 1–6 | —   | 0–1 | —    |
| Halmstads BK        | —   | —   | —   | 3–1  |
| Jönköpings Södra IF | —   | 0–1 | —   | —    |

Gruppspel
| 1           | 18 Februari 2023 | BKH                                                                                        | 5 – 0   | Jönköpings Södra IF | Bravida Arena                                 |                                               |
| 13:00 UTC+1 | 13:00 UTC+1      | Mikkel Rygaard 3′ Simon Gustafsson 59′ Momodou Sonko 61′ Even Hovland 64′ Benie Traore 84′ | (1 – 0) |                     | Göteborg Publik: 1 392 Domare: Joakim Östling | Göteborg Publik: 1 392 Domare: Joakim Östling |
| 13:00 UTC+1 | 13:00 UTC+1      |                                                                                            |         |                     | Göteborg Publik: 1 392 Domare: Joakim Östling | Göteborg Publik: 1 392 Domare: Joakim Östling |
| 13:00 UTC+1 | 13:00 UTC+1      |                                                                                            |         |                     | Göteborg Publik: 1 392 Domare: Joakim Östling | Göteborg Publik: 1 392 Domare: Joakim Östling |

| 2           | 25 Februari 2023 | FC Trollhättan                                                                                                   | 1 – 6   | BKH              | Edsborgs IP Konstgräs                          |                                                |
| 13:00 UTC+1 | 13:00 UTC+1      | Momodou Sonko 26′ Ibrahim Sadiq 38′ Mikkel Rygaard 41′ Ibrahim Sadiq 58′ Lars Olden Larsen 69′ Ibrahim Sadiq 77′ | (1 – 3) | Alibek Aliev 42′ | Trollhättan Publik: 851 Domare: Kaspar Sjöberg | Trollhättan Publik: 851 Domare: Kaspar Sjöberg |
| 13:00 UTC+1 | 13:00 UTC+1      | |         |                  | Trollhättan Publik: 851 Domare: Kaspar Sjöberg | Trollhättan Publik: 851 Domare: Kaspar Sjöberg |
| 13:00 UTC+1 | 13:00 UTC+1      | |         |                  | Trollhättan Publik: 851 Domare: Kaspar Sjöberg | Trollhättan Publik: 851 Domare: Kaspar Sjöberg |

| 3           | 4 Mars 2023 | BKH                              | 2 – 1   | Halmstads BK       | Bravida Arena                               |                                             |
| 15:15 UTC+1 | 15:15 UTC+1 | Benie Traore 5′ Benie Traore 40′ | (2 – 1) | Viktor Granath 21′ | Göteborg Publik: 2 050 Domare: Glenn Nyberg | Göteborg Publik: 2 050 Domare: Glenn Nyberg |
| 15:15 UTC+1 | 15:15 UTC+1 |                                  |         |                    | Göteborg Publik: 2 050 Domare: Glenn Nyberg | Göteborg Publik: 2 050 Domare: Glenn Nyberg |
| 15:15 UTC+1 | 15:15 UTC+1 |                                  |         |                    | Göteborg Publik: 2 050 Domare: Glenn Nyberg | Göteborg Publik: 2 050 Domare: Glenn Nyberg |

Slutspel
| Kvartsfinal | 11 Mars 2023 | BKH                                                          | 3 – 0   | IFK Norrköping | Bravida Arena                                 |                                               |
| 16:00 UTC+1 | 16:00 UTC+1  | Simon Gustaffson 28′ Lars Olden Larsen 79′ Momodou Sonko 83′ | (1 – 0) |                | Göteborg Publik: 2 079 Domare: Fredrik Klitte | Göteborg Publik: 2 079 Domare: Fredrik Klitte |
| 16:00 UTC+1 | 16:00 UTC+1  |                                                              |         |                | Göteborg Publik: 2 079 Domare: Fredrik Klitte | Göteborg Publik: 2 079 Domare: Fredrik Klitte |
| 16:00 UTC+1 | 16:00 UTC+1  |                                                              |         |                | Göteborg Publik: 2 079 Domare: Fredrik Klitte | Göteborg Publik: 2 079 Domare: Fredrik Klitte |

| Semifinal   | 19 Mars 2023 | BKH                                                       | 3 – 0   | Djurgårdens IF | Bravida Arena                               |                                             |
| 15:00 UTC+1 | 15:00 UTC+1  | Lars Olden Larsen 34′ Ibrahim Sadiq 36′ Ibrahim Sadiq 59′ | (2 – 0) |                | Göteborg Publik: 4 168 Domare: Glenn Nyberg | Göteborg Publik: 4 168 Domare: Glenn Nyberg |
| 15:00 UTC+1 | 15:00 UTC+1  |                                                           |         |                | Göteborg Publik: 4 168 Domare: Glenn Nyberg | Göteborg Publik: 4 168 Domare: Glenn Nyberg |
| 15:00 UTC+1 | 15:00 UTC+1  |                                                           |         |                | Göteborg Publik: 4 168 Domare: Glenn Nyberg | Göteborg Publik: 4 168 Domare: Glenn Nyberg |

| Final       | 18 Maj 2023 | Mjällby AIF    | 1 – 4   | BKH                                                                                                | Strandvallen                                       |                                                    |
| 15:00 UTC+1 | 15:00 UTC+1 | Max Fenger 85′ | (0 – 2) | Ibrahim Sadiq 45+1′ Ibrahim Sadiq 45+4′ Mikkel Rygaard 48′ Samuel Gustafsson 66′ Ibrahim Sadiq 77′ | Sölvesborg Publik: 5 832 Domare: Mohammed Al-Hakim | Sölvesborg Publik: 5 832 Domare: Mohammed Al-Hakim |
| 15:00 UTC+1 | 15:00 UTC+1 |                |         | | Sölvesborg Publik: 5 832 Domare: Mohammed Al-Hakim | Sölvesborg Publik: 5 832 Domare: Mohammed Al-Hakim |
| 15:00 UTC+1 | 15:00 UTC+1 |                |         | | Sölvesborg Publik: 5 832 Domare: Mohammed Al-Hakim | Sölvesborg Publik: 5 832 Domare: Mohammed Al-Hakim |

## Spelare

### Spelartruppen[1]
| Nr | Land    | Pos | Namn                        |
| -- | ------- | --- | --------------------------- |
| 26 | Sverige | MV  | Peter Abrahamsson           |
| 30 | Sverige | MV  | Johan Brattberg             |
| 3  | Sverige | F   | Johan Hammar                |
| 4  | Nigeria | F   | Franklin Tebo Uchenna       |
| 5  | Norge   | F   | Even Hovland                |
| 12 | Island  | F   | Valgeir Lunddal Fridriksson |
| 15 | Sverige | F   | Kadir Hodzic                |
| 21 | Norge   | F   | Tomas Totland               |
| 25 | Danmark | F   | Kristoffer Lund Hansen      |
| 33 | Sverige | F   | Sebastian Lagerlund         |
| ?  | Sverige | MF  | Semir Bosnic                |
| 9  | Sverige | MF  | Erik Friberg                |
| 10 | Sverige | MF  | Ali Youssef                 |

| Nr | Land            | Pos | Namn                 |
| -- | --------------- | --- | -------------------- |
| 11 | Sverige         | MF  | Samuel Gustafson     |
| 14 | Sverige         | MF  | Simon Gustafson      |
| 16 | Elfenbenskusten | MF  | Bénie Traore         |
| 18 | Danmark         | MF  | Mikkel Rygaard       |
| 19 | Sverige         | MF  | Oscar Uddenäs        |
| 22 | Sverige         | MF  | Tobias Sana          |
| 24 | Norge           | MF  | Lars Olden Larsen    |
| 27 | Elfenbenskusten | MF  | Romeo Amane          |
| 9  | Sverige         | A   | Alexander Jeremejeff |
| 17 | Sverige         | A   | Momodou Sonko        |
| 20 | Jamaica         | A   | Blair Turgott        |
| 37 | Ghana           | A   | Ibrahim Sadiq        |

### Övergångar
Spelare som lämnat eller anslutit till BK Häcken inför eller under säsongen, samt utlånade spelare.

#### Spelare in
| Nr | Position    | Nat.            | Namn              | Tidigare klubb              | Typ           | Kontrakt t.o.m | Källa       |
| -- | ----------- | --------------- | ----------------- | --------------------------- | ------------- | -------------- | ----------- |
| 5  | Försvarare  | Norge           | Even Hovland      | Rosenborg BK                | Free transfer | 2024           | bkhacken.se |
| 14 | Mittfältare | Sverige         | Simon Gustafson   | FC Utrecht                  | Free transfer | 2025           | bkhacken.se |
| 15 | Försvarare  | Sverige         | Kadir Hodzic      | Mjällby AIF                 | Köp           | 2024           | bkhacken.se |
| 18 | Mittfältare | Danmark         | Mikkel Rygaard    | ŁKS Łódź (Klubblös)         | Free transfer | 2023           | bkhacken.se |
| 19 | Mittfältare | Sverige         | Oscar Uddenäs     | IFK Värnamo                 | Free transfer | 2026           | bkhacken.se |
| 20 | Anfallare   | Jamaica         | Blair Turgott     | Östersunds FK (Klubblös)    | Free transfer | 2024           | bkhacken.se |
| 21 | Försvarare  | Norge           | Tomas Totland     | Tromsø IL                   | Köp           | 2026           | bkhacken.se |
| 22 | Mittfältare | Sverige         | Tobias Sana       | IFK Göteborg                | Free transfer | 2023           | bkhacken.se |
| 24 | Mittfältare | Norge           | Lars Olden Larsen | FC Pari Nizhniy Novgorod    | Lån           | 2023           | bkhacken.se |
| 27 | Mittfältare | Elfenbenskusten | Romeo Amane       | ASEC Mimosas U19 (Klubblös) | Free transfer | 2025           | bkhacken.se |
| 37 | Anfallare   | Ghana           | Ibrahim Sadiq     | FC Nordsjælland             | Köp           | 2025           | bkhacken.se |

#### Spelare ut
| Nr | Position    | Nat.    | Namn             | Nästa klubb          | Typ           | Källa       |
| -- | ----------- | ------- | ---------------- | -------------------- | ------------- | ----------- |
| 1  | Målvakt     | Sverige | Jonathan Rasheed | IFK Värnamo          | Såld          | bkhacken.se |
| 5  | Mittfältare | Sverige | Gustav Berggren  | Raków Częstochowa    | Såld          | bkhacken.se |
| 7  | Mittfältare | Sverige | Leo Bengtsson    | Aris Limassol        | Såld          | bkhacken.se |
| 20 | Mittfältare | Ghana   | Nasiru Mohammed  | Klubblös (Norrby IF) | Free transfer |             |

#### Utlånade spelare
| Nr | Land            | Pos | Namn                                  |
| -- | --------------- | --- | ------------------------------------- |
| 13 | Elfenbenskusten | F   | Yannick Adjoumani (Östersunds FK)     |
| 22 | Sverige         | F   | Tobias Carlsson (Varbergs BoIS FC)    |
| 6  | Sverige         | MF  | Alexander Faltsetas (Helsingborgs IF) |
| 10 | Finland         | MF  | Jasse Tuominen (Tromsø IL)            |

| Nr | Land    | Pos | Namn                                |
| -- | ------- | --- | ----------------------------------- |
| 14 | Norge   | MF  | Tobias Heintz (Sarpsborg 08 FF)     |
| 24 | Sverige | MF  | William Milovanovic (Utsiktens BK)  |
| ?  | Sverige | A   | Leonardo Farah Shahin (Qviding FIF) |

## Statistik
| Nr | Lag              | Hemma | Borta |
| -- | ---------------- | ----- | ----- |
| 1  | BK Häcken        |       |       |
| 2  | Djurgårdens IF   | 1-2   | 0-1   |
| 3  | Hammarby IF      | 1-1   | 2-2   |
| 4  | Kalmar FF        | 3-1   | 1-1   |
| 5  | AIK              | 4-2   | 1-2   |
| 6  | IF Elfsborg      | 1-1   | 4-4   |
| 7  | Malmö FF         | 2-1   | 1-2   |
| 8  | IFK Göteborg     | 0-2   | 0-4   |
| 9  | Mjällby AIF      | 1-0   | 1-2   |
| 10 | IFK Värnamo      | 4-1   | 1-2   |
| 11 | IK Sirius        | 4-3   | 0-1   |
| 12 | IFK Norrköping   | 3-3   | 1-1   |
| 13 | Degerfors IF     | 2-2   | 1-2   |
| 14 | Varbergs BoIS FC | 3-1   | 1-1   |
| 15 | Helsingborgs IF  | 5-0   | 1-1   |
| 16 | GIF Sundsvall    | 1-1   | 1-5   |